# Преображенский, Павел Васильевич
Павел Васильевич Преображенский (1917—1995) — советский учёный-медик, хирург и офтальмолог, организатор здравоохранения и медицинской науки, доктор медицинских наук (1963), профессор (1968), полковник медицинской службы. Лауреат Государственной премии СССР (1969).

## Биография
Родился 28 декабря 1917 года в городе Орле в семье врача-офтальмолога.
С 1944 по 1949 год проходил обучение в Первом Московском медицинском институте, который окончил с отличием. С 1940 года призван в ряды РККА,
с 1941 по 1945 год участник Великой Отечественной войны и Советско-японской войны в качестве военного врача в составе воинских частей Забайкальского военного округа.
С 1947 по 1950 год обучался в адъюнктуре по кафедре офтальмологии Военно-медицинской академии имени С. М. Кирова. С 1950 по 1973 год — младший преподаватель, преподаватель, старший преподаватель, профессор и заместитель начальника кафедры офтальмологии Военно-медицинской академии имени С. М. Кирова, с 1973 по 1977 год — профессор этой кафедры. Одновременно с основной деятельностью с 1959 по 1995 год — проректор по научной работе Народного университета медицинских и технических знаний.
В 1950 году П. В. Преображенский защитил кандидатскую диссертацию на соискание учёной степени — кандидат медицинских наук по теме: «Конъюнктивальное покрытие и тектоническая пересадка роговицы при проникающих ранениях роговицы с большим дефектом ткани», в 1963 году — доктор медицинских наук по теме: «Изучение влияния лучевой болезни на течение и исход ранений и ожогов глаз». В 1968 году П. В. Преображенский было присвоено учёное звание — профессора.
В 1969 году Постановлением ЦК КПСС и Совета Министров СССР «за цикл работ в области радиационной медицины» Павел Васильевич Преображенский был удостоен — Государственной премии СССР.
Основная научно-педагогическая деятельность П. В. Преображенского была связана с вопросами в области изучения воздействия поражающих факторов ядерного и радиационного поражения на органы зрения и в общем процессе лучевой болезни.
П. В. Преображенский является автором 140 научных работ, при его участии и руководстве было подготовлено 10 докторских и кандидатских диссертаций.
Скончался 11 октября 1995 года в Санкт-Петербурге, похоронен на Серафимовском кладбище.

## Основные труды
- Готовые лекарственные средства: Справочник для врачей и аптечных работников / П. В. Огородников, А. М. Преображенский. - Москва : Медгиз, 1956 г. — 252 с.
- Берегите глаза: Брошюра для солдат и матросов / П. В. Преображенский ; Глав. воен.-мед. упр. М-ва обороны СССР. - Ленинград : Воен.-мед. музей МО СССР, 1959 г. — 24 с.
- Берегите глаза / П. В. Преображенский ; Центр. воен.-мед. упр. М-ва обороны СССР. - Ленинград : ВММ МО СССР, 1971 г. — 30 с.
- Поражения органа зрения при ядерном взрыве / Ленинград: 1979 г. — 30 с.
- Световые повреждения глаз / П. В. Преображенский, В. И. Шостак, Л. И. - Л. : Медицина : Ленингр. отд-ние, 1986 г. — 198 с.

## Награды и премии
- Орден Отечественной войны II степени (06.04.1985[4])
- Орден Красной Звезды (30.12.1956[5])
- Медаль «За боевые заслуги» (15.11.1950[6])

### Премия
- Государственная премия СССР (1969)